# Neafrapus
Neafrapus is een geslacht van vogels uit de familie gierzwaluwen (Apodidae).

## Soorten
Het geslacht kent de volgende soorten:
- Neafrapus boehmi  – Böhms gierzwaluw
- Neafrapus cassini  – Cassins gierzwaluw